# Alsodidae
Los alsódidos (Alsodidae) son un clado de anfibios anuros endémicos de Sudamérica, distribuyéndose desde el noroeste de Brasil hasta Bolivia, Paraguay, los bosques templados de Chile y Argentina. Contiene 3 géneros, hasta hace poco pertenecientes a la subfamilia Alsodinae de la familia Cycloramphidae.

## Géneros
Según Amphibian Species of the World:
- Alsodes Bell, 1843 (19 sp.) (tipo)
- Eupsophus Fitzinger, 1843 (10 sp.)
- Limnomedusa Fitzinger, 1843 (1 sp.)

## Páginas externas
- Wikispecies tiene un artículo sobre Alsodidae.
- Wikimedia Commons alberga una categoría multimedia sobre Alsodidae.

- Datos: Q2057374
- Multimedia: Alsodidae / Q2057374
- Especies: Alsodidae